# 颶風朵拉 (2023年)
颶風朵拉（英語：Hurricane Dora），也稱為颱風多拉（英語：Typhoon Dora）是罕見橫跨所有三個北太平洋洋面的熱帶氣旋，為2023年太平洋颶風季第4個被命名的風暴及2023年太平洋颱風季第8個風暴；上一個橫跨所有三個北太平洋洋面的熱帶氣旋是2018年颶風赫克托。儘管並未登陸，但間接加劇了夏威夷群島的野火災情。

## 氣象歷史
朵拉的源頭可以追朔到加勒比海，在7月下旬，一個東風波從加勒比海進入中美洲後再進入東太平洋，並逐漸發展為一個熱帶擾動；到7月31日，擾動的結構有所發展，形成封閉的環流，國家颶風中心將其升格為熱帶性低氣壓，並給予編號EP052023，其較低的垂直風切與攝氏28度以上的海面溫度，利於此系統的發展。此系統在8月1日上午6時增強為熱帶風暴，國家颶風中心將其命名為朵拉
，隨後進入快速增強期，同時向西南西快速移動，在8月3日凌晨增強為颶風；增強為颶風後仍持續增強，在其中心發展出風眼的結構，在隔日凌晨增強至主要颶風強度，之後達四級颶風強度；8月4日下午短暫失去主要颶風強度，在經歷眼牆置換週期後，於8月5日回到主要颶風強度，並重回四級颶風，在8月6日凌晨達到巔峰強度，一分鐘平均風速為125節，同日，朵拉進入中太平洋颶風中心的職責範圍，國家颶風中心發出最後一報，並改由中太平洋颶風中心發報。
朵拉在進入中太平洋後，海面溫度略為下降至攝氏27度，使得中太平洋颶風中心預測會在兩日內失去主要颶風強度；在經過夏威夷群島南方時轉向，並朝西北西方向移動，此時仍然維持四級颶風強度，未如先前預期的減弱，之後海面溫度上升至攝氏28度，使其強度回升至巔峰時的水準；但之後受垂直風切所影響而一路減弱，原本清晰的風眼被雲塞住，多拉在8月11日下午失去主要颶風強度，同時因應多拉即將越過國際換日線進入西北太平洋範圍，離開中太平洋颶風中心的職責範圍，中太平洋颶風中心發出最後一報后，改由日本氣象廳發報。
朵拉以颶風強度在8月12日上午12時越過國際換日線，日本氣象廳將其重新定義為颱風；之後強度持續減弱，在8月13日上午6時減弱為強烈熱帶風暴；在8月14日0時再為熱帶風暴；到8月15日上午6時減弱為熱帶性低氣壓，並在當日轉向北移動，此時位於威克島西北方附近；向北移動三天後，於8月19日轉向東移動，在8月21日變性為溫帶氣旋，並在隔天再度跨越國際換日線，回到中太平洋，之後沒有關於此系統的報告；而聯合颱風警報中心早在8月17日就已經停止追蹤。

## 影響
儘管朵拉未對陸地造成直接的影響，不過以較遠的距離從夏威夷群島南方通過，引發高氣壓和低氣壓高氣壓系統之間的氣壓差增大，從而在島嶼上引發強烈的梯度，使得夏威夷群島的野火更加強烈，已經確認有115人於野火中罹難，其中以茂宜島最為嚴重，佔了大多數的傷亡，美國總統乔·拜登發布聯邦重大災難聲明。

## 紀錄與除名
颶風朵拉是有紀錄以來持續時間最長的東太平洋四級颶風；此外，朵拉以颶風強度跨越國際換日線後成為颱風，是有紀錄以來第二個以颶風強度橫跨三個北太平洋洋面的熱帶氣旋，上一個是在1994年的颶風約翰，而上一個以颶風強度跨越國際換日線後成為颱風的熱帶氣旋是在2015年的颶風奇羅；此外，由於2023年8月在夏威夷的野火與颶風朵拉有關，在2024年3月20日被世界气象组织除名，當2029年太平洋颶風季再次出現本年度的名稱時，將以黛博拉（Debora）替代。

## 外部連結
- 美國國家颶風中心有關颶風多拉的公告存檔（页面存档备份，存于）